# Aurora Flórez
María Aurora Flórez Rodríguez, née le 20 septembre 1974, est une femme politique espagnole membre du Parti socialiste ouvrier espagnol (PSOE).
Elle est élue députée de la circonscription de León lors des élections générales de décembre 2015.

## Biographie

### Vie privée
Elle est mariée et mère d'un enfant.

### Études et profession
Elle réalise ses études supérieures à l'université de León où elle obtient une licence en philologie de langue anglaise puis obtient avec succès le concours de la fonction publique. Professeure d'anglais de l'enseignement secondaire, elle a principalement enseigné dans la Communauté de Madrid. Elle est également coordonnatrice du programme bilingue d'un centre éducatif du sud de la communauté autonome. Possédant des connaissances en langue française et russe, elle a passé plusieurs années en dehors de l'Espagne où elle a donné des cours de castillan à des élèves étrangers.

### Députée au Congrès
Dans le cadre des élections générales de décembre 2015, elle est investie tête de liste du parti dans la circonscription de León,,. Forte de 25,35 % des suffrages exprimés, sa liste ne remporte qu'un seul des cinq mandats en jeu ; lui permettant de faire son entrée au Congrès des députés. Membre de la commission de l'Égalité et de celle de la Culture, elle est choisie comme porte-parole adjointe à la commission de l'Éducation et du Sport pour toutes les questions relatives à l'Enseignement supérieur.
Elle conserve son mandat après la tenue du scrutin législatif anticipé de juin 2016 et se voit confirmée dans ses responsabilités parlementaires. En novembre suivant, elle est également promue porte-parole titulaire à la commission bicamérale chargée de l'Étude du problème des drogues,. Après le retour de Pedro Sánchez au secrétariat général du PSOE, elle abandonne ses fonctions à la commission de l'Éducation pour occuper les mêmes responsabilités à la commission des Politiques d'intégration du handicap.